# Rdest ostrogorzki
Rdest ostrogorzki (Persicaria hydropiper (L.) Delarbre) – gatunek rośliny należący do rodziny rdestowatych. Zwyczajowe nazwy: rdest wodny, pieprz wodny. Rośnie dziko w Europie, Azji, Afryce Północnej i Australii, rozprzestrzenił się również w innych rejonach świata. W Polsce pospolity. 

## Morfologia
ŁodygaWzniesiona lub podnosząca się, często korzeniąca się w węzłach, zwykle purpurowa, słabo rozgałęziona. Wysokość rośliny 30–50 cm.
LiściePochwiaste, lancetowate, długo zaostrzone, krótkoogonkowe, długości do 6 cm, często faliste. Liście nagie, a tylko pochwy liściowe orzęsione na brzegach.
KwiatyO okwiecie zielonawym, górą białawym lub czerwonawym. Kwiaty zebrane w cienkie, luźne, często zwisłe kłosy pozorne o długości do 6 cm. Okwiat 4–5-listkowy, ogruczolony, o długości 3–4 mm, 6 pręcików.

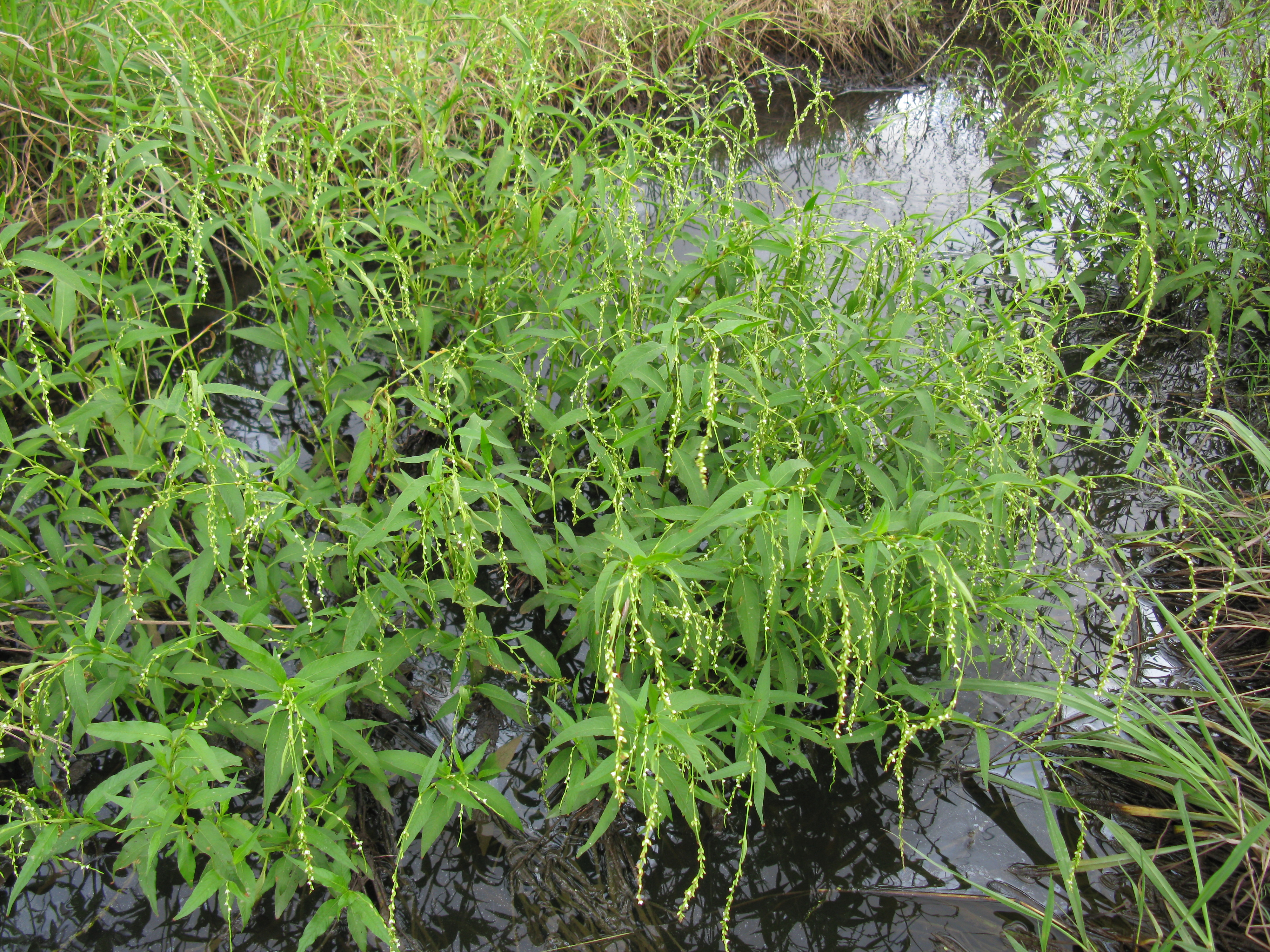
Pokrój
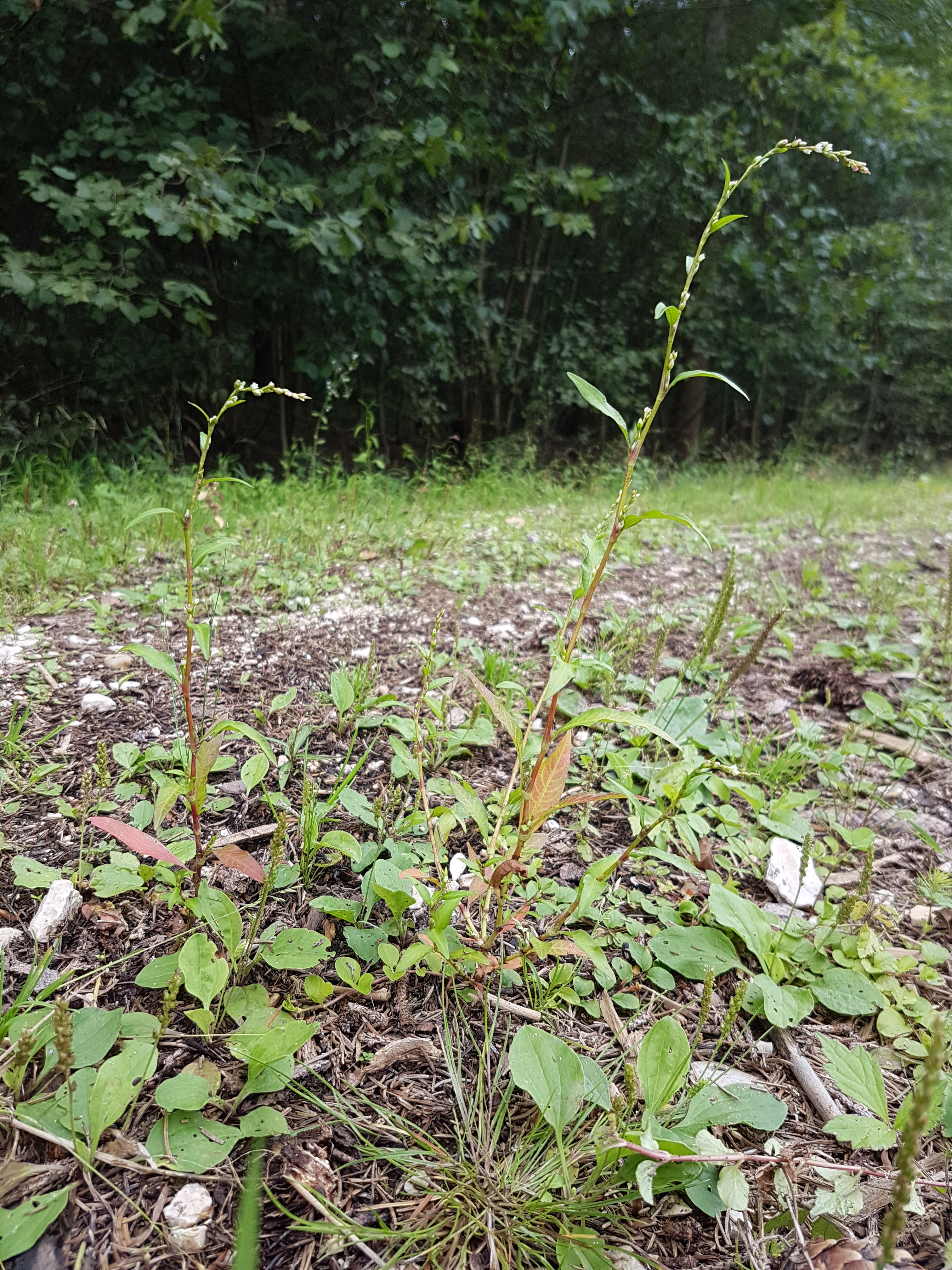
Pokrój
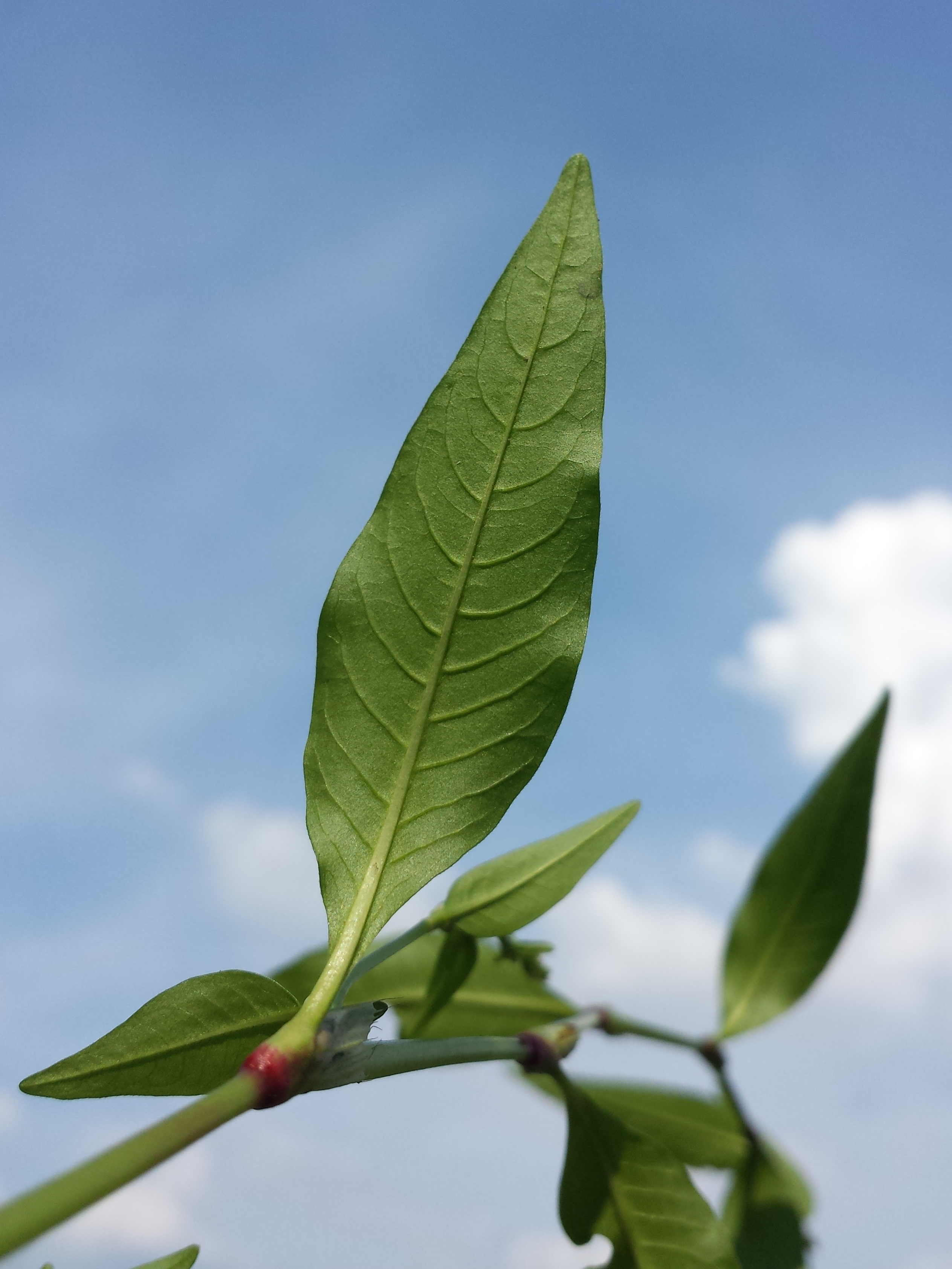
Liść
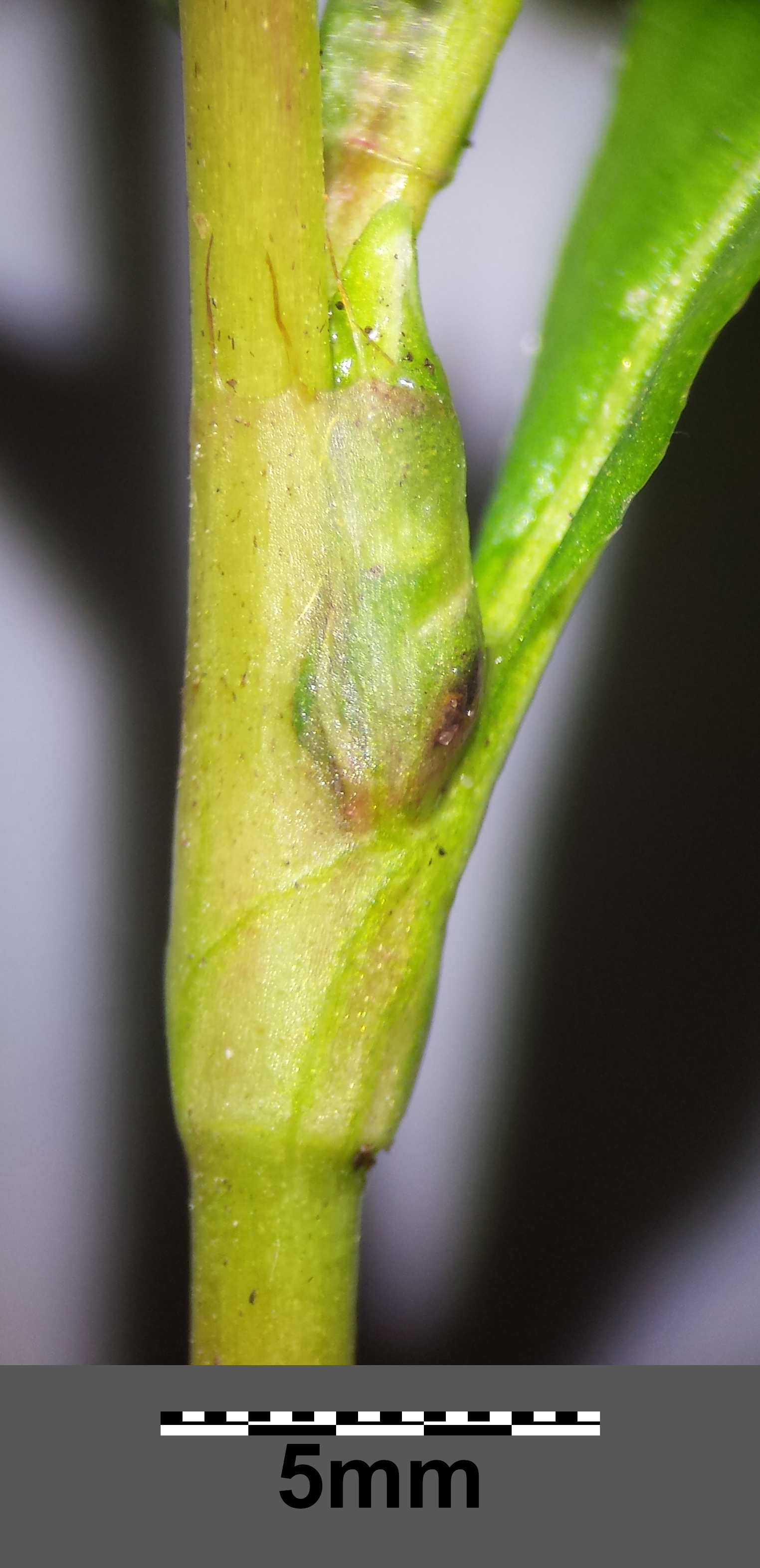
Gatka
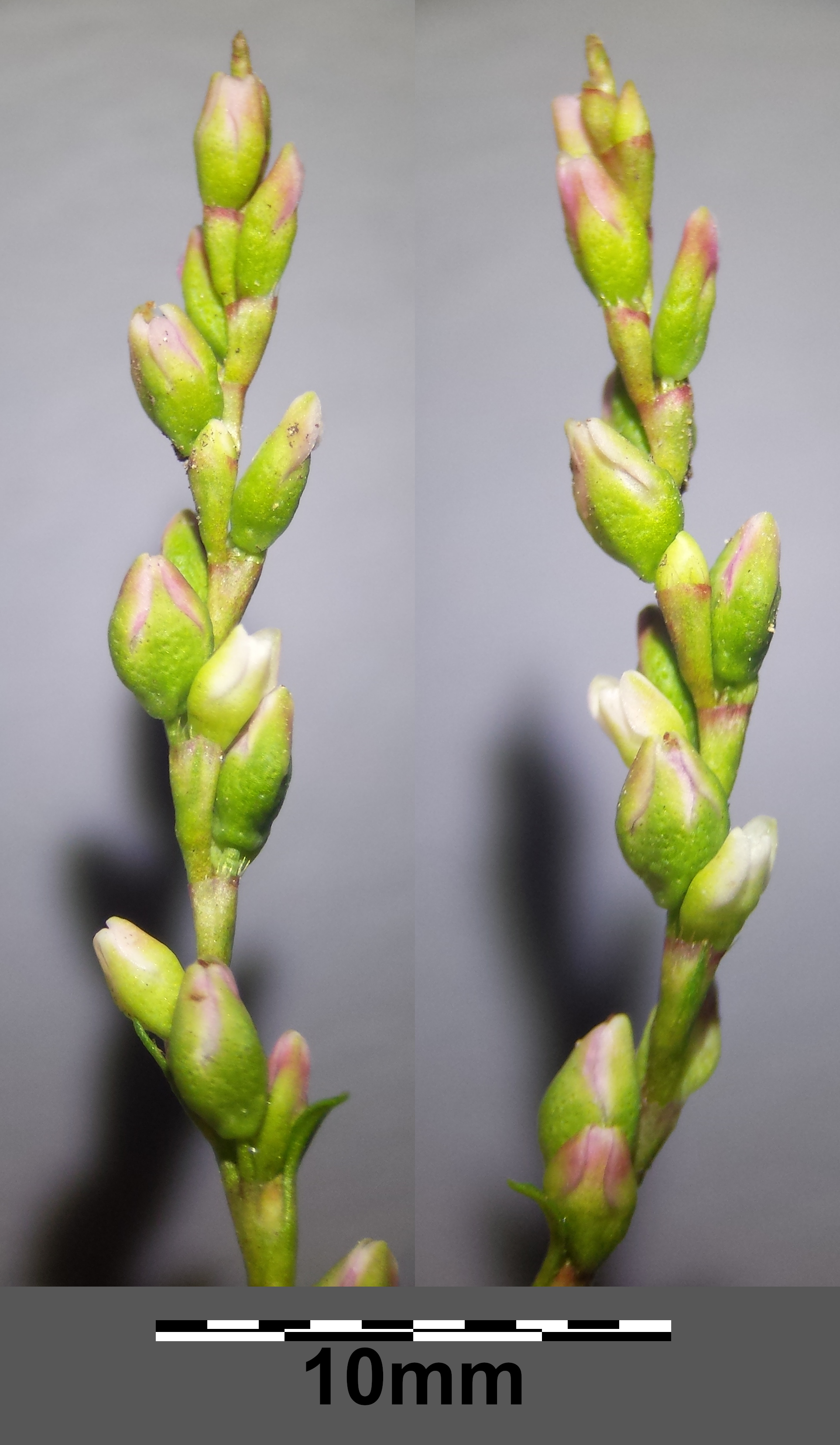
Kwiatostany
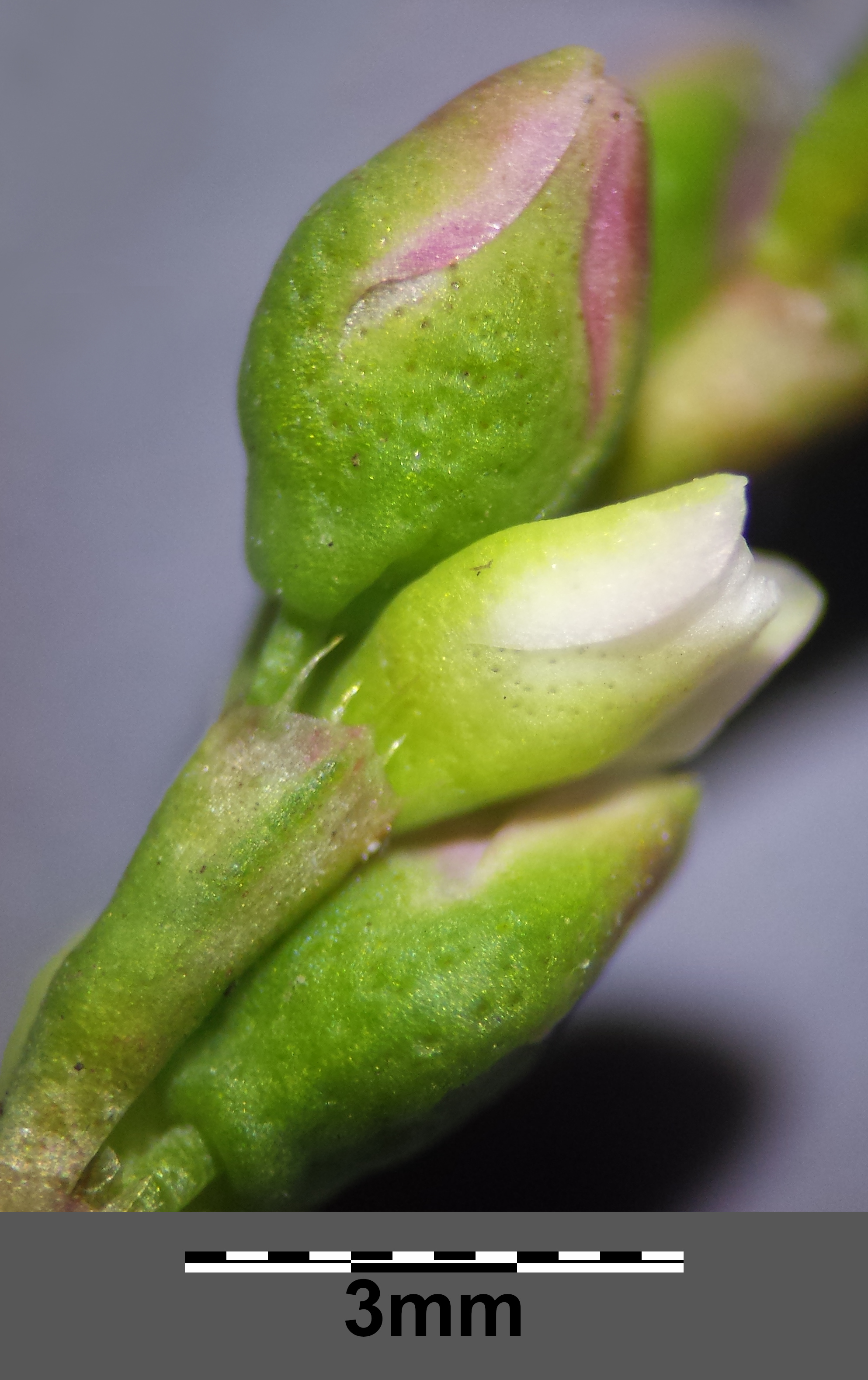
Kwiat
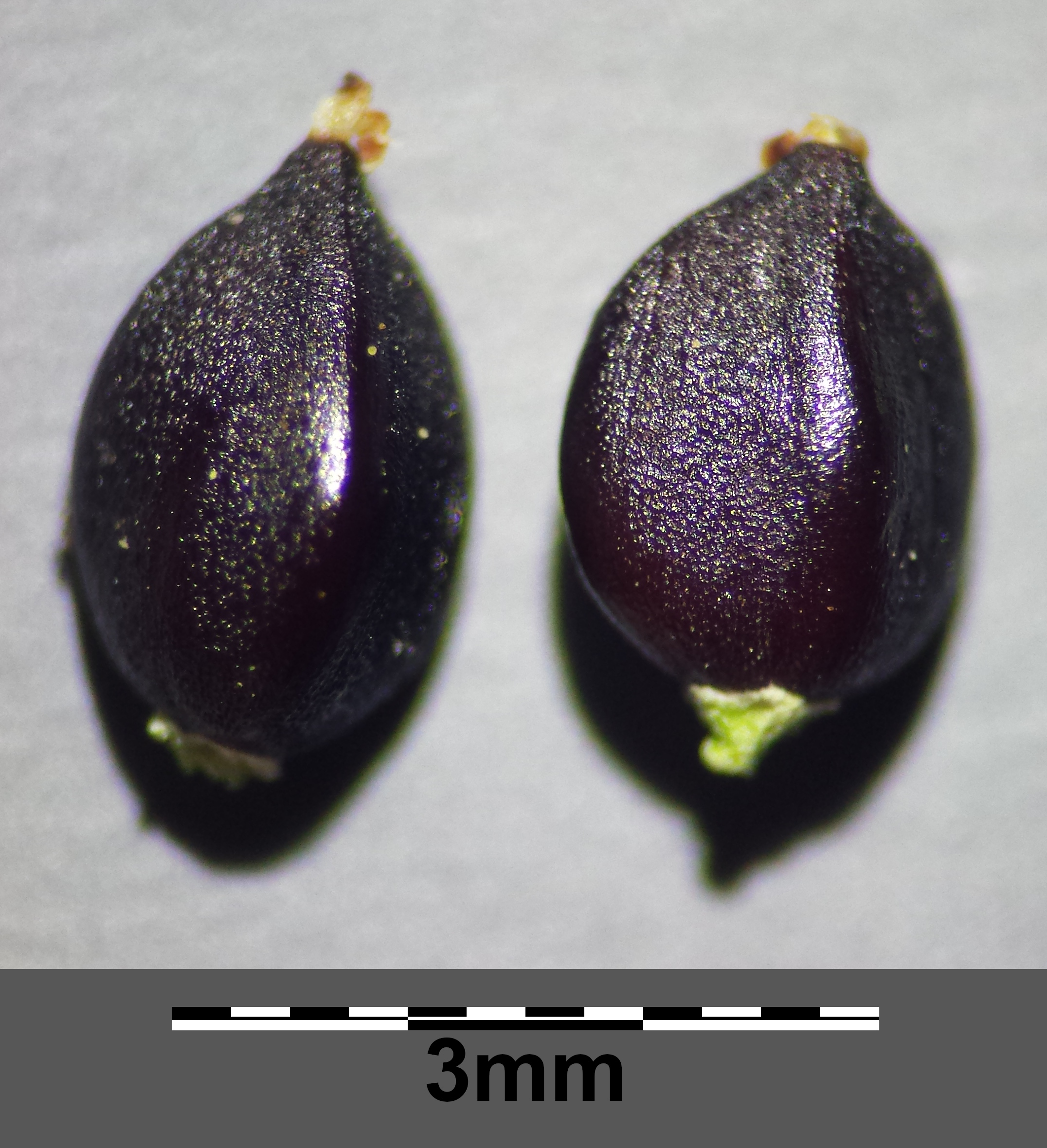
Owoce

## Biologia i ekologia
Roślina jednoroczna. Kwitnie od lipca do października. Zasiedla zbiorowiska ruderalne, zarośla, łęgi, rowy, brzegi wód i polach uprawne jako chwast segetalny. Roślina wskaźnikowa gleb bogatych w azot. W klasyfikacji zbiorowisk roślinnych gatunek charakterystyczny dla Ass. Polygono-Bidentetum (regionalnie) i Ass. Catabroso-Polygonetum. 
Roślina trującaZwiązki toksyczne są składnikami olejku eterycznego. W zielu stwierdzono flawonoidy (hiperozyd, kwercetynę, rutynę, persykarynę, izoramnetynę i ramnazynę), garbniki, seskwiterpeny, saponiny, kwas elagowy. Roślina ma ostry, gorzki, piekący smak podobny do smaku pieprzu powodowany przez poligodial. Mleko krów karmionych tym rdestem także jest trujące, ma niebieskawy kolor i nieprzyjemny smak. Spożycie rdestu ostrogorzkiego przez świnie powoduje u zwierząt zapalenie przewodu pokarmowego i krwiomocz, po spożyciu przez konie zwierzęta są silnie osłabione, obserwowano także bóle żołądka, biegunki.

## Zmienność
Tworzy mieszańce z rdestem łagodnym, r. mniejszym i r. plamistym (P. ×intercedens G.Beck).

## Zastosowanie
- Roślina lecznicza
  - Surowiec zielarski: ziele rdestu ostrogorzkiego (Herba Polygoni hydropiperis). Zawiera m.in. olejki eteryczne, rutynę, garbniki, kwasy organiczne[11].
  - Działanie: przeciwkrwotoczne, moczopędne i przeciwzapalne. Wyciąg z ziela hamuje niezbyt obfite krwawienia wewnętrzne. Rutyna tamuje drobne krwawienia poprzez uszczelnianie włośniczek. Stosowany pomocniczo przy zbyt długotrwałym i obfitym miesiączkowaniu, leczeniu skazy krwotocznej i żylaków nóg[11]. Ze względu na trujące właściwości leczenie tylko za wiedzą i pod kontrolą lekarza.
- Liście tego gatunku używane są jako tradycyjna przyprawa w kuchni japońskiej – benitade[12][13].
- Dawniej otrzymywano z niego cztery barwniki: żółty, khaki, zielony i szary[11].

Zbiór i suszenie
Zbiór w okresie kwitnienia (lipiec, sierpień), ścina się górną połowę rośliny, łącznie z kwiatostanami. Suszenie w temperaturze 30 °C, w cieniu. 